# Lisa Thomsen
Lisa Thomsen (ur. 20 sierpnia 1985 w Akwizgranie) – niemiecka siatkarka, reprezentantka kraju, grająca na pozycji libero. 

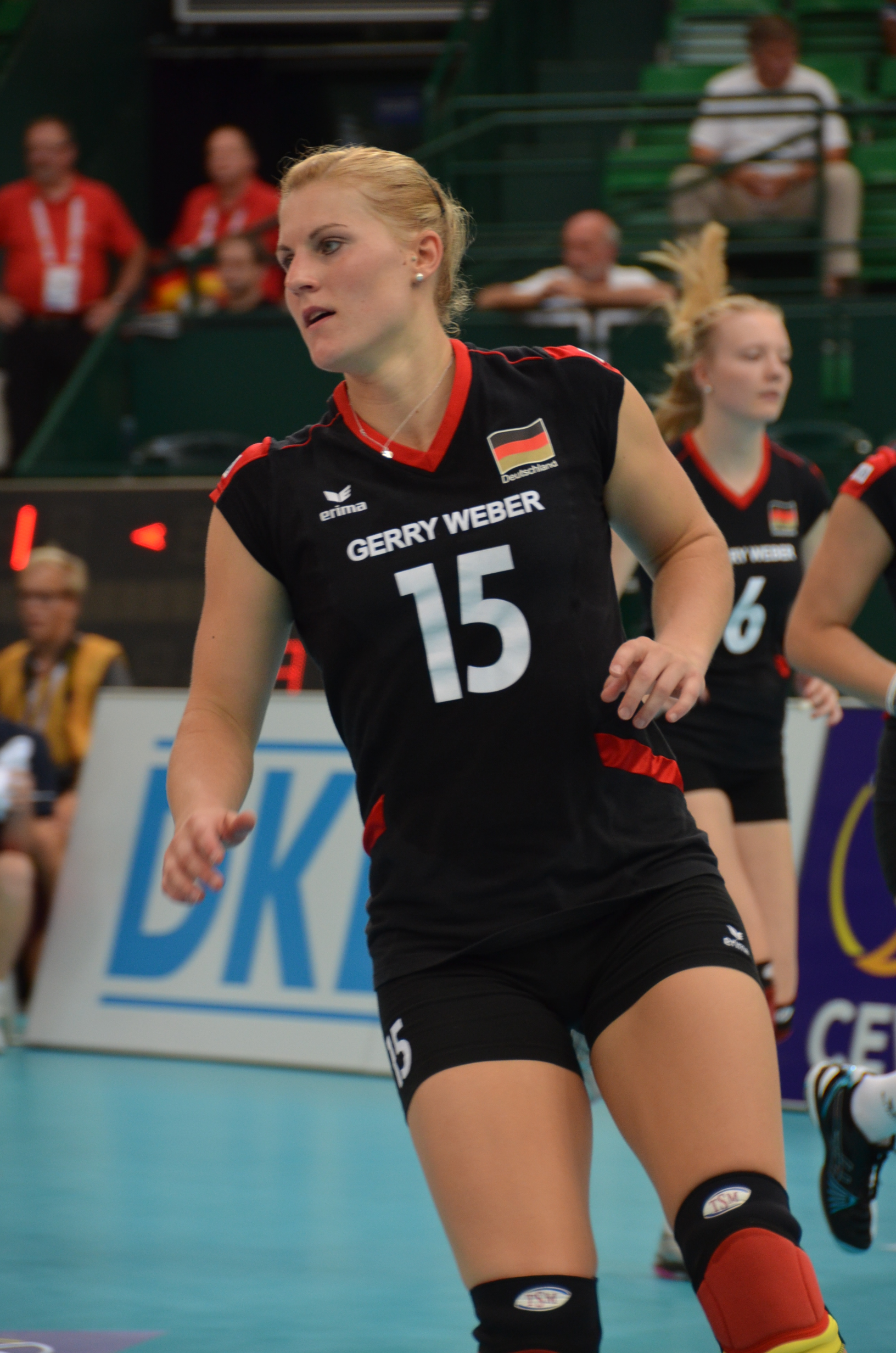
Lisa Thomsen reprezentantką Niemiec na Mistrzostwach Europy 2013
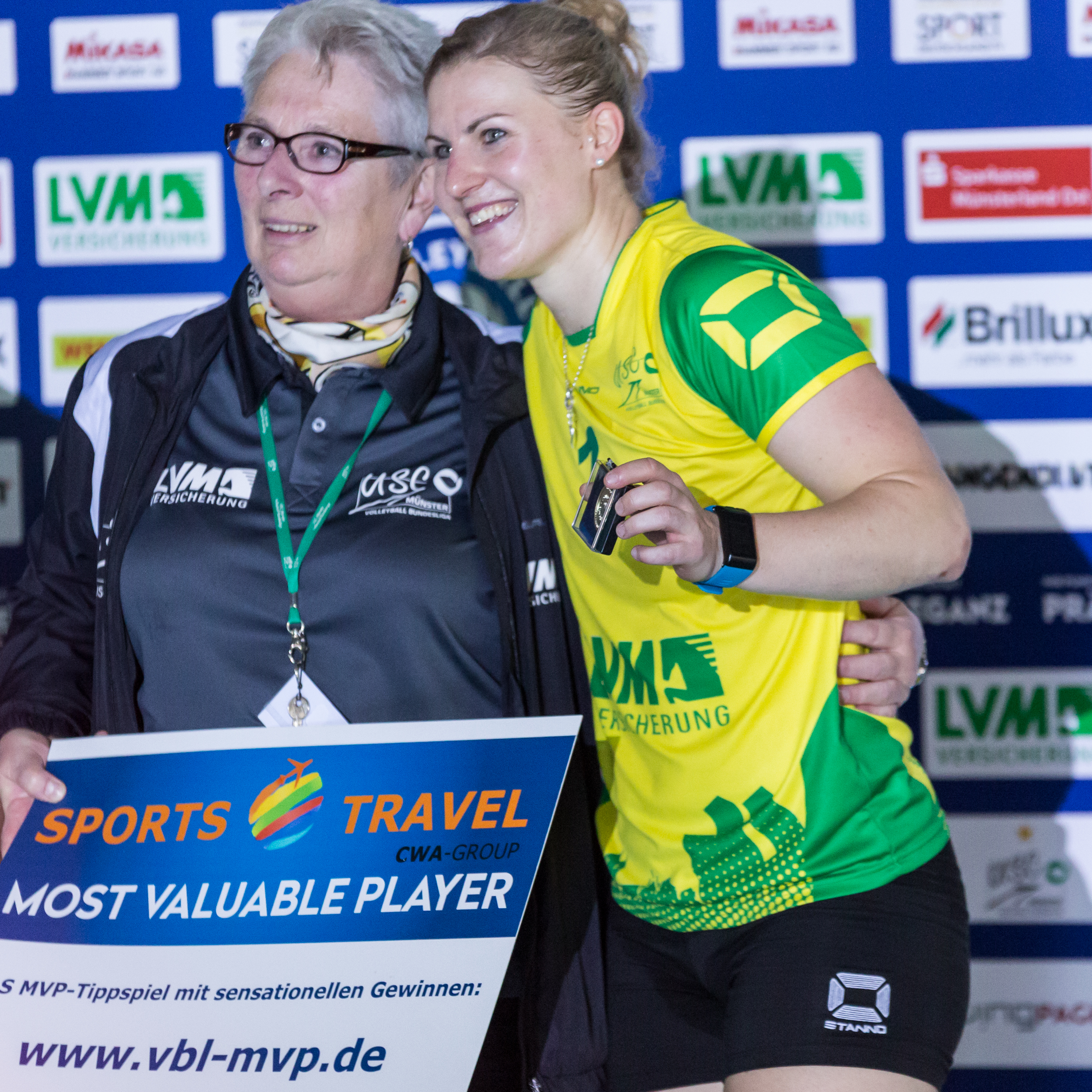
Lisa Thomsen zawodniczką USC Münster w sezonie 2017/2018

## Sukcesy klubowe
Liga niemiecka:
- 2011, 2012, 2013
- 2004, 2016
- 2010

Puchar Top Teams:
- 2005

Puchar Niemiec:
- 2012, 2013

Liga azerska:
- 2014, 2015

## Sukcesy reprezentacyjne
Mistrzostwa Europy:
- 2011, 2013

Liga Europejska:
- 2013
- 2014